# Sgt. Fury and his Howling Commandos
 (juillet 2019).
Sgt. Fury and his Howling Commandos est une série de comics créée par Jack Kirby et Stan Lee, et publiée par Marvel Comics de 1963 à 1981. Le personnage principal, Nick Fury, est par après devenu le chef de l'agence d'espionnage SHIELD de l'univers Marvel. Cette série voit également l'apparition des Howling Commandos, une unité fictive de la Seconde Guerre mondiale, dans le premier numéro de la série daté de mai 1963.